# Borucza
Borucza [pronunciación en polaco: /bɔˈrut͡ʂa/] es un pueblo ubicado en el distrito administrativo de Gmina Strachówka, dentro del Condado de Wołomin, Voivodato de Mazovia, en el este de Polonia central. Se encuentra aproximadamente a 9 kilómetros al suroeste de Strachówka, a 22 kilómetros al este de Wołon, y a 42 kilómetros al noreste de Varsovia.
El pueblo tiene una población de 75 habitantes.